# Lissey
Lissey település Franciaországban, Meuse megyében. Lakosainak száma 105 fő (2022. január 1.). Lissey Bréhéville, Écurey-en-Verdunois, Peuvillers és Vittarville községekkel határos.

## Népesség
A település népességének változása:
| Lakosok száma | 140  | 123  | 133  | 136  | 120  | 116  | 111  | 111  | 113  | 105  |
|               | 1968 | 1982 | 1990 | 2006 | 2013 | 2015 | 2017 | 2019 | 2020 | 2022 |